# Hostage
Hostage er en skotsk DJ og producer fra Edinburgh.